# Volume 4 (álbum de Banda Calypso)
Volume 4 é o terceiro álbum de estúdio, e o quarto no geral, da banda musical brasileira Banda Calypso, lançado em outubro de 2003 através de sua editora discográfica independente Calypso Produções. A vocalista Joelma e o guitarrista Ximbinha começaram a selecionar material para o projeto em meados de 2003, durante a promoção do terceiro álbum da banda, O Ritmo Que Conquistou o Brasil! (2002). As gravações de Volume 4 ocorreram em agosto de 2003 nos estúdios Gravodisc, em São Paulo, sob produção musical de Ximbinha. A sonoridade do álbum incorpora elementos de uma variedade de gêneros musicais como merengue, cúmbia, flamenco, salsa e carimbó, além do calypso, seu principal gênero.
Volume 4 conta com 15 faixas, das quais três tornaram-se singles e foram lançadas para promover a obra. O primeiro, "Pra Te Esquecer", tornou-se a canção de maior repercussão do disco, seguida por "Nenê" e "Imagino", que foi uma das canções mais demasiadamente executadas pelas estações de rádio do Brasil em 2004. Em termos comerciais, o álbum mostrou-se um sucesso, recebendo disco de platina pelas 250 mil cópias vendidas. Estima-se que Volume 4 tenha ultrapassado a marca de mais de 900 mil exemplares comercializados.

## Desenvolvimento e composição
Após o sucesso do terceiro álbum da Banda Calypso, O Ritmo Que Conquistou o Brasil! (2002), a vocalista Joelma e o guitarrista Ximbinha começaram selecionar material para o quarto disco em meados de 2003. As gravações de Volume 4 ocorreram em agosto de 2003 nos estúdios Gravodisc, em São Paulo, sob a produção musical de Ximbinha. A sonoridade do álbum apresenta interpolações de uma variedade de gêneros musicais. O calypso, principal gênero musical da banda, se faz presente nas seis primeiras faixas do disco, sendo elas "Pra Te Esquecer", composição de Batista Lima; "Nenê", composta por Edu Luppa; "Primeiro Amor", escrita por Kim Marques; "Anjo", de Louro Santos; "Paquera", de Marquinhos Maraial e Beto Caju; e "Fala pra Mim", de Louro Santos e Tinho, originalmente gravada pela Banda Cascavel em seu álbum Fala pra Mim (2003). Escrita por Carla Maués, "Homem Perfeito" incorpora elementos de merengue, lambada, bolero e salsa, e é uma versão em português da canção "El Hombre Perfecto", composição do duo panamenho Gaitanes e do músico colombiano Nicolas Tovar gravada pela cantora porto-riquenha La India em seu álbum Latin Song Bird: Mi Alma y Corazón (2002).
"Complicado Coração" e "Lágrimas de Sangue" são canções de cúmbia compostas por Tonny Brasil. "Imagino" é uma balada romântica, e foi escrita por Chrystian Lima e Ivo Lima depois de uma discussão de Joelma e Ximbinha. "Tic Tac", de Edu Luppa, e "Você Também Errou", de Adilson Ribeiro (canção originalmente gravada pela Banda Fruto Sensual em seu álbum Vol. 2, de 2002), dão continuidade às baladas do disco. Com a saída do backing vocal Dinho da banda, os vocais principais das faixas "Uma Rosa", que apresenta toques de flamenco, e "Maria", canção influenciada pela salsa, ficaram por conta de Edu Luppa, que também participou da composição de ambas as canções ao lado de Maraial. Por fim, o disco se encerra com um pot-pourri de carimbó, com elementos de lundu marajoara, formado pelas canções "Canto de Carimbó", composição de Nilson Chaves e Manoel Cordeiro gravada originalmente por Magno em seu álbum Amor Amor (1986); "Lua Luar", composta por Mestre Lucindo e originalmente gravada por Nazaré Pereira em seu álbum Ver-o-Pêso: Na Terra dos Carimbós (1988); e "Canto de Atravessar", escrita e originalmente gravada por Márcio Montoril e Jorge Pimentel em 1986.

## Lançamento e promoção
Volume 4 chegou às lojas em outubro de 2003. Do álbum, três canções foram lançadas como singles para a sua promoção, sendo elas "Pra Te Esquecer", "Nenê" e "Imagino", que tornou-se uma das canções mais demasiadamente executadas pelas estações de rádios do Brasil em 2004. Em 29 de novembro de 2003, a Banda Calypso compareceu ao programa Sabadaço, onde apresentou o disco e perfomou "Pra Te Esquecer". Em 2004, a banda também promoveu a obra e apresentou o single no Falando Francamente e outras vezes no Sabadaço.

## Desempenho comercial

Joelma e Ximbinha recebendo discos de ouro e platina pelas vendas do álbum

Em meados de 2004, durante a apresentação da Banda Calypso no Falando Francamente, Joelma e Ximbinha receberam discos de ouro e platina pelas 100 mil e 250 mil cópias vendidas do álbum. Em 2005, Volume 4 chegou a marca de mais de 600 mil exemplares adquiridos. Estima-se que a obra tenha vendido mais de 900 mil cópias.

## Lista de faixas
Lista de faixas e créditos adaptados do encarte do álbum.
| N.º            | Título                                                                               | Compositor(es)                                                                   | Duração |  |
| 1.             | "Pra Te Esquecer"                                                                    | Batista Lima                                                                     | 4:17    |  |
| 2.             | "Nenê"                                                                               | Edu Luppa                                                                        | 3:30    |  |
| 3.             | "Primeiro Amor"                                                                      | Kim Marques                                                                      | 3:36    |  |
| 4.             | "Anjo"                                                                               | Louro Santos                                                                     | 2:59    |  |
| 5.             | "Paquera"                                                                            | Marquinhos Maraial Beto Caju                                                     | 3:48    |  |
| 6.             | "Fala pra Mim"                                                                       | Louro Santos Tinho                                                               | 3:44    |  |
| 7.             | "Homem Perfeito" (El Hombre Perfecto)                                                | Ricardo Alfredo Gaitan Ricardo Alberto Gaitan Nicolas Tovar Carla Maués (versão) | 4:14    |  |
| 8.             | "Complicado Coração"                                                                 | Tonny Brasil                                                                     | 2:55    |  |
| 9.             | "Lágrimas de Sangue"                                                                 | Tonny Brasil                                                                     | 2:34    |  |
| 10.            | "Imagino"                                                                            | Chrystian Lima Ivo Lima                                                          | 3:44    |  |
| 11.            | "Tic Tac"                                                                            | Edu Luppa                                                                        | 3:31    |  |
| 12.            | "Você Também Errou"                                                                  | Adilson Ribeiro                                                                  | 2:59    |  |
| 13.            | "Uma Rosa"                                                                           | Marquinhos Maraial Edu Luppa                                                     | 3:43    |  |
| 14.            | "Maria"                                                                              | Marquinhos Maraial Edu Luppa                                                     | 2:45    |  |
| 15.            | "Pot-pourri de Carimbó" ("Canto de Atravessar" / "Lua Luar" / "Canto de Atravessar") | Nilson Chaves Manoel Cordeiro Mestre Lucindo Márcio Montoril Jorge Pimentel      | 4:11    |  |
| Duração total: | Duração total:                                                                       | Duração total:                                                                   | 52:48   |  |

## Créditos e pessoal
Créditos adaptados do encarte do álbum.
- Joelma – vocais principais (faixas 1–12, 15), repertório
- Ximbinha – guitarra, violão, repertório, arranjos, produção musical
- Edu Luppa – vocais principais (faixas 13–14)
- Dedê – teclado, direção artística
- Hélio Silva – baixo, direção artística
- JR – bateria, percussão
- Laércio da Costa – percussão (participação especial)
- Marinho – sanfona (faixa 7)
- Paulinho – violão (faixa 10)
- Marquinhos Maraial – saxofone (participação especial)
- Nahor Gomes – trompete (participação especial)
- François de Lima – trombone (participação especial)
- Ringo – vocais de apoio (participação especial)
- Ângela – vocais de apoio (participação especial)
- Sylvinha Araújo – vocais de apoio (participação especial)
- Elcio Alvarez – gravação, mixagem
- Aquilino Simões – gravação
- André Malaquias – assistência de mixagem
- Daniel Augusto – auxiliar de estúdio
- Cristiane Feris – coordenação de estúdios
- Ana Mello – coordenação de estúdios
- G. Moura – fotografias
- Mauro Filho – design gráfico, arte-finalização
- Denise Paixão – assessoria e gerenciamento de fotolitos

## Certificações e vendas
| País   | Certificação | Vendas   |
| ------ | ------------ | -------- |
| Brasil | Platina      | 900 000+ |